# Templo de Filadelfia
El Templo de Filadelfia, Pensilvania, es uno de los templos construidos y operados por la Iglesia de Jesucristo de los Santos de los Últimos Días, el número 152 construido por la iglesia y el primer templo SUD construido en el estado de Pensillvania, ubicado en el histórico barrio «Logan Square» de la ciudad de Filadelfia. Completado en 2016, es el primer templo SUD entre los templos de Washington D. C. y el de la Ciudad de Nueva York.

## Construcción
Los planes para la construcción del templo en la ciudad de Filadelfia fueron anunciados por Thomas S. Monson durante la 178.ª conferencia general de la iglesia el 4 de octubre de 2008. El 19 de noviembre de 2009, la iglesia anunció que el templo sería construido en la Calle Vine en el centro de Filadelfia, directamente al noreste de «Logan Square». Esta ubicación coloca el templo en proximidad inmediata a varios hitos prominentes de Filadelfia e inmediatamente al cruzar la calle de la Catedral Basílica de San Pedro y San Pablo, sede de la Arquidiócesis de Filadelfia.
La ceremonia de la primera palada tuvo lugar el 17 de septiembre de 2011 presidida por Henry B. Eyring, Primer Consejero de la Primera Presidencia de la iglesia. Para julio de 2012, no se había avanzado trabajo significativo en la construcción del templo en vista de no poder hallar contratista para derribar el aparcamiento existenta en la parcela y empezar el proceso de excavación de tierra para los dos niveles de garaje subterráneos. En noviembre de 2012, la Comisión de Arte de Filadelfia concedió la aprobación final para el diseño del templo pese a que algunos de sus miembros opinaron que el edificio era demasiado similar en su aspecto a otros edificios en la proximidad. Para febrero de 2012 la mayoría del existente estacionamiento en la ubicación del templo había sido removida y para mayo se había cavado el espacio subterráneo para el edificio. La armazón estructural del nuevo templo quedó completada en agosto de 2014.

### Diseño y complejo
Arreglos entre oficiales de la ciudad y de la Iglesia SUD permitieron la aprobación en febrero de 2014 de la construcción de un centro de reuniones dominicales y un edificio residencial de 32 pisos adyacentes al terreno del templo en la Calle Vine. El centro de reuniones servirá a aproximadamente 1,000 de los 25,000 fieles SUD en el área de Filadelfia e incluirá un centro de historia familiar. Se anticipa que el edificio residencial incluya 258 apartamentos y 13 townhouses, así como espacios para negocios minoristas.

## Dedicación
El templo SUD de Filadelfia fue dedicado para sus actividades eclesiásticas en diez sesiones, el 18 de septiembre de 2016, por Henry B. Eyring. Con anterioridad a ello, la iglesia permitió un recorrido público del interior y las instalaciones del templo desde el 10 de agosto al 9 de septiembre del mismo año, al que asistieron unos 140.000 visitantes. También se organizó una celebración cultural como homenaje a la dedicación del templo y en reconocimiento al patrimonio histórico de la región. Al igual que con la ceremonia de la primera palada, la celebración cultural ocurrió en la fecha aniversario de la firma de la Constitución de los Estados Unidos.

## Recepción
Inga Azafrán, crítico de arquitectura para The Philadelphia Inquirer, llamó el templo "el trabajo más radical de la arquitectura construida en Filadelfia en medio siglo ... Porque osa para ser tan fuera de paso con hoy sensibilidades de diseño y nuestra cultura de línea inferior." Estimando su costado tan más de $100 millones, escriba que "El Mormón el templo es el trato clásico real " y "una incursión intrépida al tejido jerárquico de Filadelfia". El azafrán alabó el interior woodwork como "excepcional" y aprobado del exterior replicating el edificio de Tribunal Familiar cercano, "el último que  satisface verdaderamente el diseño neoclásico". Critique la decisión para poner la puerta de frente encima 17.ª Calle, declarando que el templo "gira su atrás encima Logan Plaza. Ocupa este espacio cívico importante sin ser un participante real". El azafrán también desagradó el diseño del LDS capilla puerta próxima, describiendo el Robert Un. M. Stern-diseñó construir tan "extraño ... Un squashed cupcake con una vela giganta enganchó arriba", con un "drenaje de" desconcertar cuneta encima Calle de Parra.